# بلایندورف
بلایندورف (به آلمانی: Blaindorf) یک منطقهٔ مسکونی در اتریش است که در هارتبرگ فورستنفلد واقع شده‌است. بلایندورف ۱۰٫۵۵ کیلومتر مربع مساحت دارد ۳۵۸ متر بالاتر از سطح دریا واقع شده‌است.